# Adam Gagatnicki

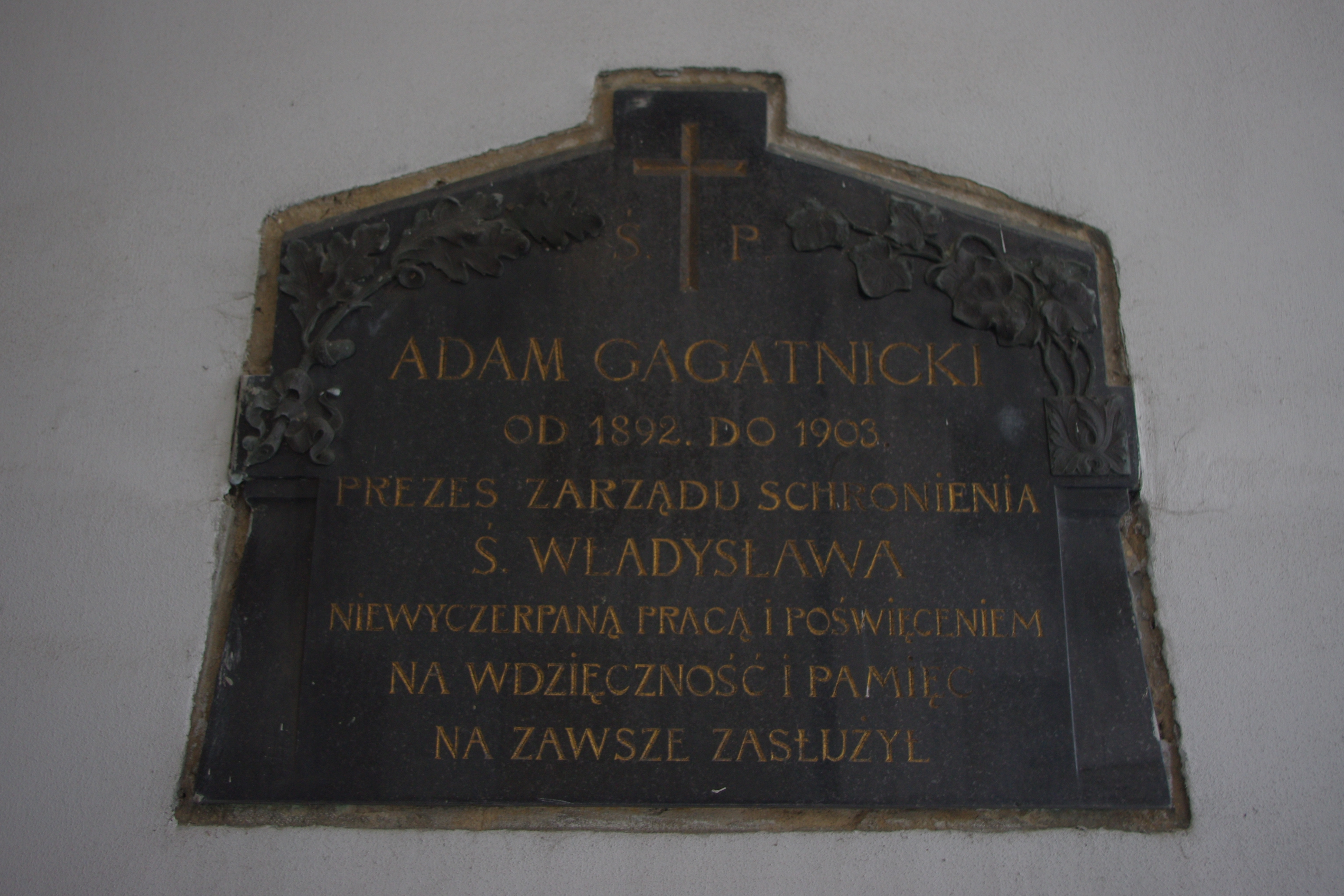
Grób Adama Gagatnickiego (1830-1903) w katakumbach warszawskiego cmentarza Powązkowskiego

Adam Gagatnicki (ur. 1830 ?, zm. 19 września 1903 w Warszawie) – polski urzędnik i działacz społeczny.
Naczelnik wydziału kas Magistratu, od 1870 r., komisarz administracyjny. Członek Komitetu Budowy Kościoła Wszystkich Świętych w Warszawie. Na podstawie dokumentów urzędowych opracował monografię kościoła dedykowaną arcybiskupowi warszawskiemu Wincentemu Chrosciak Popielowi a wydaną przez Z. ST. B. Warszawa w drukarni Franciszka Czerwińskiego w 1893 r. W latach 1892–1903 prezes Schronienia Św. Władysława. Pochowany na cmentarzu Powązkowskim w Warszawie (katakumby, filar 2, grób 1).